# Shoshana Arbeli-Almozlino
Shoshana Arbeli-Almozlino ((en hebreo), Mosul, Irak, 26 de enero de 1926 – Tel Aviv, 12 de junio de 2015) fue una política israelí que sirvió como miembro de la Knesset for the Partido Laborista y de la alianza Alineamiento desde 1965 hasta 1992. También fue Ministra de Salud desde 1986 hasta 1988.

## Biografía
Shoshana Arbeli nació en Mosul, y fue la mayor de seis hermanos fruto del comerciante Shmuel Binyamin Arbili (o Arbeli) y su mujer Safra. Fue una activista con el movimiento HeHalutz, por la que fue encarcelada.
Estudió primeramente magisterio, y fue aliá o inmigrante al Mandato de Palestina en 1947. El resto de su familia emigró a Israel en la Operación Esdras y Nehemías en 1951. Se unió al Ahdut HaAvoda en 1948, convirtiéndose en miembro del secretariado del partido Ramat Gan/Givatayim. Lo sisguientes años, fue una de las fundadoras de kibutz Neve Ur. Entre 1952 y 1957 trabajó como coordinador del departamento de mujeres de la Oficina de Ramat Gan Labour, antes de trabajar como coordinadora de la sección juvenil desde 1957 hasta 1959.
Entre 1959 y 1966 fue miembro del secretariado de los comités de trabajadores, y presidió su departamento de formación y empleo. Más tarde también fue miembro del consejo de Histadrut y del consejo de la organización de mujeres Na'amat. Se perdió las elecciones a la Knesset en el la lista de Alineamiento en 1965 (la Alineamiento era una alianza de Ajdut HaAvodá - Poalei Tzion y Mapai), pero entró en el parlamento en enero de 1966 después de que dos diputados de la Alineamiento, Moshe Carmel y Haim Gvati, renunciaran a sus escaños. Fue reelegida en 1969, 1973, 1977, 1981 y 1984.
En septiembre de 1984 fue viceministra de Salud. En el gobierno formado en octubre de 1986 cogió al cartera del Ministerio de Salud, hasta las elecciones de 1988, en la que mantuvo su escaño pero perdió su puesto en gabinete. Perdió su escaño en las elecciones de 1992 después de 26 años en el Knesset.
Arbeli-Almozlino murió en el Tel Aviv Sourasky Medical Center el 12 de junio de 2015 a la edad de 89 años por la enfermedad del Alzheimer.

## Vida privada
En 1965, a la edad de 39 años, Arbeli se casó con Natan Almozlino, un viudo que estuvo activo en la Ahdut Ha-Avodah y sirvió como tesorero de la Histadrut. Natan Almozlino y su primera mujer, Bellina, tuvieron dos hijos, Uzi y Yishai. Arbeli-Almozlino y él no tuvieron.